# Angove (rzeka)
Angove – krótki strumień w Australii, w stanie Australia Zachodnia. Ma 9 km długości. Uchodzi do jeziora Angove na wschód od miasta Albany. Został nazwany przez geodetę B.W. Ridleya w 1913 roku na cześć innego geodety Williama Henry'ego Angove'a, który jako pierwszy zanotował położenie tego strumienia w 1898 roku. Większość strumienia znajduje się na terenie obszaru chronionego Two Peoples Bay Nature Reserve.